# Ronnie Hilton
Ronnie Hilton (* 26. Januar 1926 in Hull; † 21. Februar 2001 in Hailsham, East Sussex; eigentlich Adrian Hill) war ein englischer Sänger, der in den 1950er Jahren für seine romantischen Popballaden bekannt war. Von 1954 bis 1959 konnte er 16 Hits in den britischen Charts platzieren, davon fünf in den Top Ten und eine Nummer eins.

## Biografie
Hilton stammt aus Yorkshire und arbeitete nach dem Wehrdienst im Zweiten Weltkrieg ab 1947 in einer Nähmaschinenfabrik in Leeds. Nachdem er 1951 einen Talentwettbewerb gewonnen hatte, trat er nebenbei abends in einem Club seiner Heimatstadt auf. Ein Talentsucher von HMV Records entdeckte ihn 1953 dank einer Demoaufnahme. Hiltons erster Single „I Wish and Wish“ war wenig Erfolg beschieden, doch 1954 wurde er mit seinem ersten Hit „I Still Believe“ (seiner zweiten 78/min-Veröffentlichung) in ganz Großbritannien bekannt. Mitte der 1950er Jahre war er mit seinen Softballaden, fast nur Coverversionen US-amerikanischer Schlager, einer der Stars der britischen Schlagerszene. Mit seiner Operettenstimme (Hilton war wie David Whitfield ein echter Crooner der Stimmlage Tenor) brachte er noch während der Hoch-Zeit des Rock ’n’ Roll 16 Singles in die Charts. Sein einziger Nummer-eins-Hit war 1956 das Lied „No Other Love“, das gleichzeitig ein (kleinerer) Hit für die Johnston Brothers (Platz 22) wie auch für Edmund Hockridge (Platz 24) war. Der Song stammte aus einem der weniger bekannten Musicals von Richard Rodgers und Oscar Hammerstein, „Me and Juliet“. Perry Como hatte mit seiner Version von „No Other Love“ 1953 einen US-Nummer-eins-Hit gehabt, für Jo Stafford war er bereits 1950 ein US-Top-Ten-Hit gewesen. Hiltons letzter Hit der 1950er war eine Version von „The Wonder of You“, das Elvis Presley 1970 in ganz ähnlichem Arrangement zum Nummer-eins-Hit machte.
Obwohl die große Zeit der Crooner und Balladensänger vorbei war, blieb Hilton bis in die zweite Hälfte der 1960er Jahre auf der Bühne und im Studio aktiv; 1964 und 1965 konnte er noch einmal zwei Charthits verbuchen, darunter „A Windmill in Old Amsterdam“ - ein Kinderlied, das noch lange Zeit vor allem bei britischen Kindern sehr beliebt war. Hilton selbst mochte dieses Lied nicht: „Ich liebe meine Hits wie ‚Young and Foolish‘ und ‚No Other Love‘, aber diesen kann ich echt nicht mehr hören.“
1976 hatte er einen Schlaganfall; später wurde er Hörfunkmoderator bei der BBC und präsentierte die Sendereihe „Sounds of the Fifties“. 1989 verlieh ihm die British Academy of Song Composers and Authors eine Goldmedaille für seine Verdienste um die Popmusik.
Ronnie Hilton starb nach einer Reihe von Schlaganfällen mit 75 Jahren in einem Pflegeheim in Hailsham.

## Trivia
- Ronnie Hilton war zeit seines Lebens ein begeisterter Anhänger des englischen Fußballclubs Leeds United und veröffentlichte im Jahr von dessen Ligapokalsieg 1968 eine Single mit dem Titel „Glory, Glory, Leeds United“. Ein Jahr darauf wurde der Verein erstmals Englischer Meister.
- In seiner Wehrdienstzeit als Corporal der Gordon Highlanders war er verantwortlich für die Bar im Offizierkasino. „Da wurden mir die Grundlagen des Kampftrinkens vermittelt,“ sagte er in einem Interview.[3]

## Diskografie

### Alben
- 2006: The Very Best of Ronnie Hilton (Kompilation)